# درس خصوصي (فلم 2022)
درس خصوصي (بالتركية: Özel Ders) هو فيلم كوميدي رومانسي تركي من إخراج كيفانش بارونو، تم إصداره في عام 2022 على نتفليكس.

## قصة الفيلم
أزرا هي شابة تتنكر في دور معلمة خاصة لمساعدة الطلاب سراً على تحقيق أهدافهم في الحياة، رغم اعتراض والديهم. ومع ذلك، قد يجعلها جارها الجديد تنسى جميع مبادئها والقواعد التي وضعتها لنفسها.

## روابط خارجية
- مقالات تستعمل روابط فنية بلا صلة مع ويكي بيانات